# T.A.T.u. w Podnebesnoi
t.A.T.u. w Podnebesnoi (russisch t.A.T.u. в Поднебесной, zu deutsch „t.A.T.u. unter dem Himmel“) war eine 13-teilige TV-Reality-Serie des Regisseurs Witali Manski, die auf dem russischen Privatsender CTC zwischen Januar und März 2004 ausgestrahlt wurde. 

## Konzept
Die Serie war konzipiert als Reality-Show über das russische Pop-Duo t.A.T.u. Ein Filmteam um den russischen Regisseur Witali Manski begleitete t.A.T.u. und ihren Manager Iwan Schapowalow bei den Aufnahmen für ein zweites russischsprachiges Album mit dem Arbeitstitel Podnebesnaya. Manski hatte im Jahr zuvor bereits die Dokumentation Anatomija t.A.T.u. gedreht, in der er das Gesangsduo unter anderem beim Eurovision Song Contest 2003 begleitet hatte. t.A.T.u. w Podnebesnoi unterschied sich aber insofern von Anatomia t.A.T.u., als dass die Zuschauer in das Format direkt eingebunden wurden. So war es beispielsweise möglich, Liedvorschläge einzusenden, die dann von den beiden t.A.T.u.-Sängerinnen Julija Wolkowa und Jelena Katina gesungen werden sollten. Tatsächlich stieß dieses Konzept auf breite Resonanz, sodass bereits am Tage der Ausstrahlung der ersten Folge über 10.000 Liedvorschläge eingegangen waren. Regisseur Manski bezeichnete dieses Konzept als absolut neuartig auf dem russischen Markt.

## Serie
Anders als ursprünglich vorgesehen, traten Wolkowa und Katina in der Sendung kaum in Erscheinung. In der ersten Folge wurden sie lediglich rund zehn Minuten lang bei einem Fotoshooting gezeigt, den Rest der Sendezeit nahmen Kommentare Prominenter und am Projekt beteiligter Personen ein. Vor allem t.A.T.u.-Manager Iwan Schapowalow nutzte die Serie zur Selbstdarstellung und zur Präsentation eigener Projekte und Arbeiten. Schon bald warfen die beiden Sängerinnen ihrem Manager, der gleichzeitig auch Produzent des Albums war, daher vor, nicht auf ihren Erfolg bedacht zu sein, sondern hauptsächlich sich selbst in Szene setzen zu wollen. Darüber hinaus gefielen Katina und Wolkowa die ausgewählten Liedvorschläge nicht, und sie beschuldigten Schapowalow, sie nicht für ihre Arbeit zu entlohnen. In der letzten Folge der Serie trennten sie sich daher von Schapowalow als ihrem Manager und Produzenten, womit auch gleichzeitig die Albumaufnahmen und somit die Dreharbeiten beendet wurden. Vier im Zuge der Serie aufgenommene Lieder wurden später mit überarbeitetem Klang auf dem Album Ljudi Inwalidy (Люди Инвалиды) verwendet.

## Veröffentlichungen
2004 veröffentlichte Iwan Schapowalow das Album Поднебесная No.1. Es trägt zwar den populären t.A.T.u.-Schriftzug und verweist auf die Serie, enthält allerdings nur ein einziges Lied des Duos („Белочка“ – Belotschka, zu deutsch „Eichhörnchen“). Dabei handelt es sich um eine Demo-Aufnahme Katinas.
Ebenfalls 2004 erschien das Lied Я Буду (Ja Budu, zu deutsch „Ich werde“) samt Musikvideo. Das Lied wurde im Rahmen der Albumaufnahmen aufgenommen, das Musikvideo besteht aus Video-Zusammenschnitten aus der Serie. Lied und Musikvideo erreichten keine große Aufmerksamkeit und wurden von Radios und Musiksendern kaum gespielt.

## Drehorte
Die Albumaufnahmen fanden im Podnebesnaja-Saal im obersten Stockwerk des Hotels Peking in Moskau statt. Normalerweise befand sich dort ein Café mit Blick auf die Stadt, welches für den Zeitraum der Albumaufnahmen aber zu einem Tonstudio umfunktioniert worden war. Iwan Schapowalow hatte die Räumlichkeiten bis zum 14. März gemietet. Das Filmteam begleitete die beiden t.A.T.u.-Sängerinnen allerdings auch im Alltag, wie etwa bei Autofahrten und zuhause. Auch von Manski gemachte Aufnahmen aus dem Jahre 2003 wurden eingebaut, so etwa über t.A.T.u.s Promotour in Japan.

## Erfolg
Die Serie hatte einen durchschnittlichen Marktanteil. Die erste Folge erreichte 7 % der Einschaltquoten, was für den Privatsender CTC ein normaler Wert war. Im Hinblick auf das neuartige Sendekonzept der Serie kann von einem relativ guten Abschneiden die Rede sein.

## Sonstiges
Der Serientitel ist doppeldeutig: Zum einen beinhaltet er den Namen des Ortes an dem der größte Teil der Sendung aufgezeichnet wurde, zum anderen lässt er sich auch als t.A.T.u. im Reich der Mitte übersetzen, was wiederum eine Anspielung auf die chinesische Philosophie ist.